# 伊内丝·阿龙多
伊内丝·阿龙多（西班牙語：Inés Arrondo，1977年11月28日—），阿根廷女子曲棍球运动员。她曾代表阿根廷国家队参加2000年和2004年夏季奥林匹克运动会曲棍球比赛，获得一枚银牌和一枚铜牌。